# La Petite-Pierre
 La Petite-Pierre (en alsacià Lítzelstain) és un municipi francès, situat a la regió del Gran Est, al departament del Baix Rin. L'any 1999 tenia 612 habitants. Limita al nord-est amb Zittersheim i Erckartswiller, a l'est amb Weiterswiller, al sud-est amb Neuwiller-lès-Saverne, al sud-oest amb Eschbourg, a l'oest amb Lohr i al nord-oest amb Petersbach, Struth i Hinsbourg.
Forma part del cantó d'Ingwiller, del districte de Saverne i de la Comunitat de comunes de Hanau-La Petite Pierre.

## Demografia
| 1962 | 1968 | 1975 | 1982 | 1990 | 1999 |
| ---- | ---- | ---- | ---- | ---- | ---- |
| 624  | 637  | 632  | 675  | 623  | 612  |

## Administració
| Període | Identitat     | Partit |
| ------- | ------------- | ------ |
| 2001-   | Jean Michaely |        |

## Personatges il·lustres
- El poeta Paul-Georges Koch (1908-1982)

## Galeria d'imatges

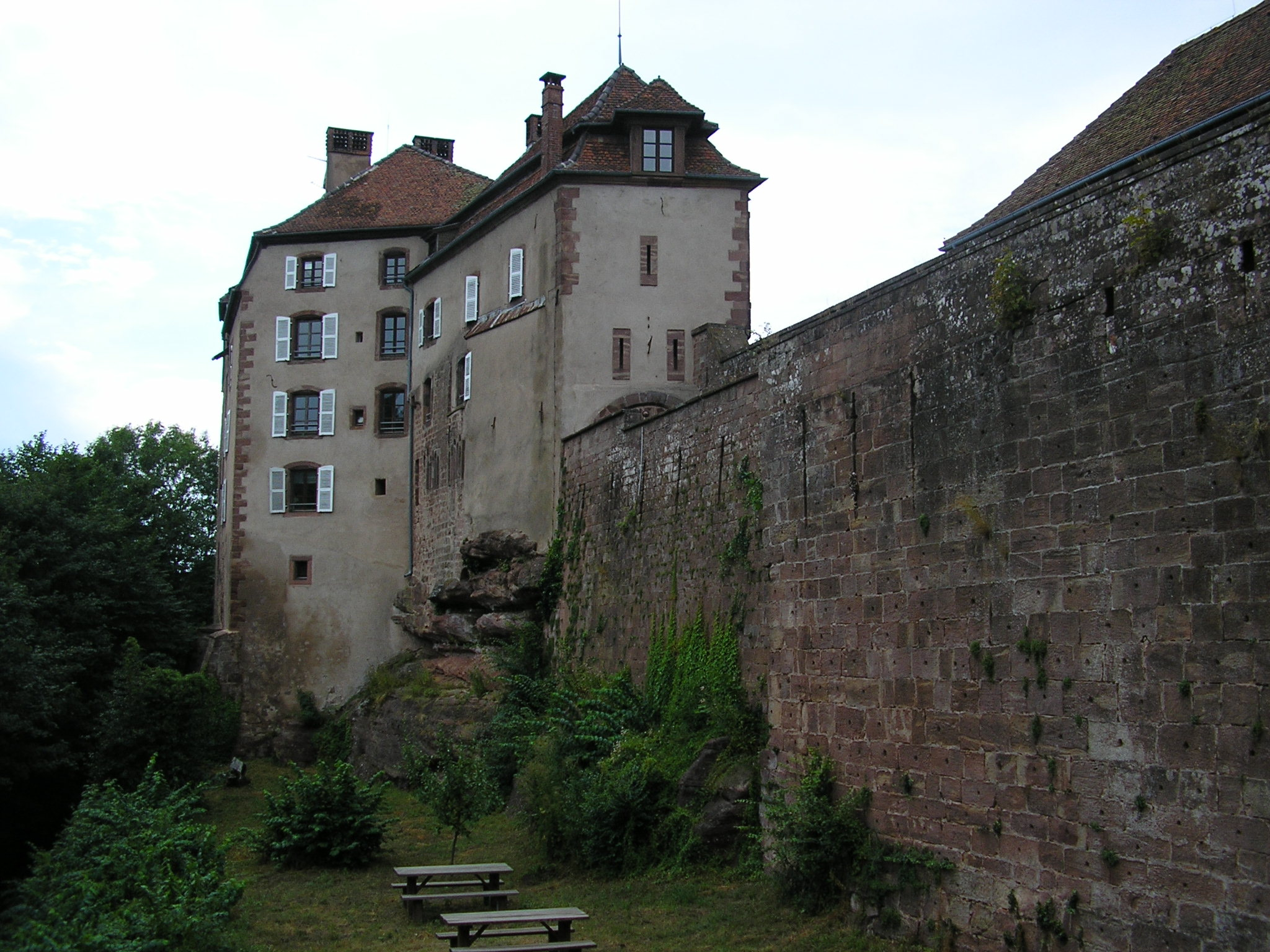
El castell
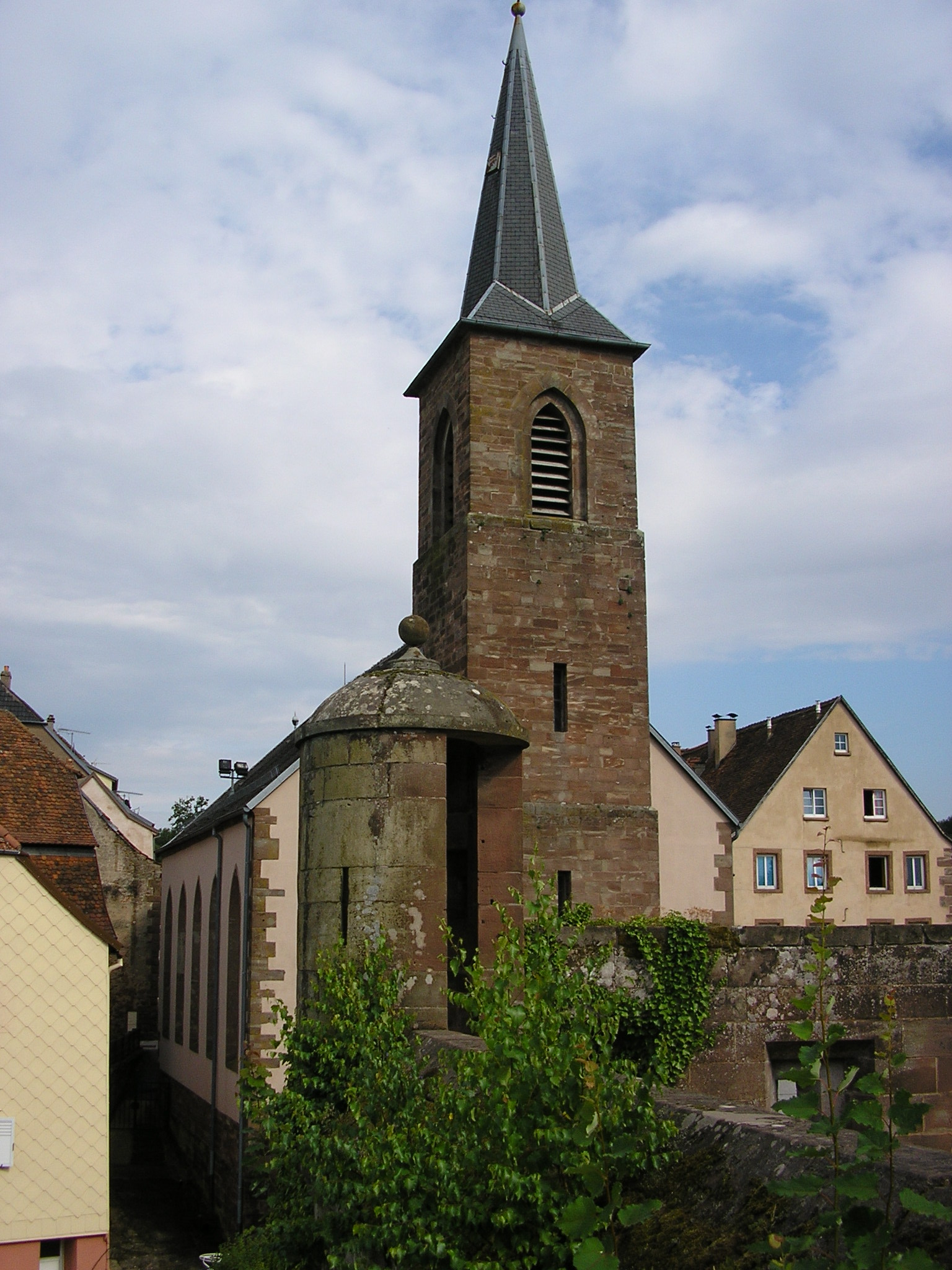
Església de Nôtre-Dame
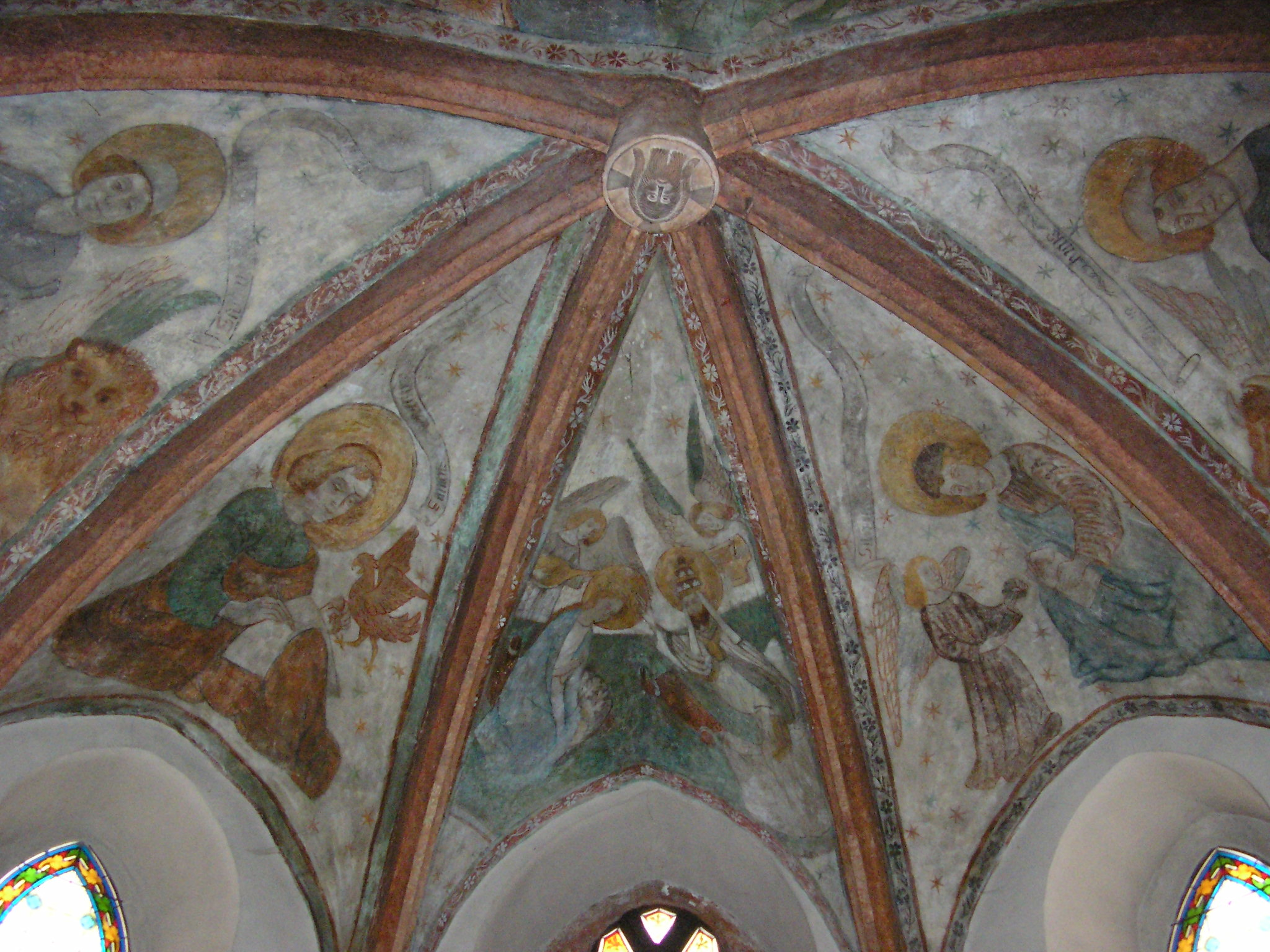
Pintures de l'Església de Nôtre-Dame